# Venatrix brisbanae
Venatrix brisbanae là một loài nhện trong họ Lycosidae.
Loài này thuộc chi Venatrix. Venatrix brisbanae được Ludwig Carl Christian Koch miêu tả năm 1878.